# Aeroport de Kasungu
L'aeroport de Kasungu (codi IATA: KBQ, codi OACI: FWKG) és un aeroport que dona servei a Kasungu, una ciutat de la regió central de la República de Malawi. Segons els registres no va ocórrer cap accident aeri en les seves instal·lacions.
L'aeroport es troba a una altitud de 1,058 metres (3,471 ft) per sobre el nivell mitjà del mar. Té una pista designada 08/26 amb una superfície d'asfalt que mesura 1,200 per 17 metres (3,937 × 56 ft) .